# 階乗番号システム
組み合わせ論において、階乗番号システム（かいじょうばんごうシステム、factorial number systemまたfactoradic）とは、置換に番号を振るための混在基数システムである。n!未満の数を階乗番号システムに変換すると、n個の数の列が得られる。この列は、置換とみなすことができる。この変換にはLeher codeを用いても、逆引きテーブル表現として行ってもよい。
一般的な混合基数システムはゲオルク・カントールによって研究された。「階乗番号システム」という用語はドナルド・クヌースによって使用された。

## 定義
階乗番号システムは、混合基数システムの一つである。i桁目には、0からi-1までの数を置くことができる。i桁目にjを置くことによって、jに(i-1)!を掛けた数を表現する。すなわち、i桁目の重みは(i-1)!である。
| 桁    | 置ける数          | 重み | 表現される数                                                       |
| ----- | ----------------- | ---- | ------------------------------------------------------------------ |
| 1桁目 | 0                 | 0!   | 0 (= 0 * 0!)                                                       |
| 2桁目 | 0か1              | 1!   | 0 (= 0 * 1!)か1 (= 1 * 1!)                                         |
| 3桁目 | 0,1,2のいずれか   | 2!   | 0 (= 0 * 2!), 2 (= 1 * 2!), 4 (= 3 * 2!)のいずれか                 |
| 4桁目 | 0,1,2,3のいずれか | 3!   | 0 (= 0 * 3!), 6 (= 1 * 3!), 12 (= 2 * 3!), 18 (= 3 * 3!)のいずれか |

1桁目は常に0であり、0しか表現できない。
この記事では、階乗番号システムによる表記は下付きの "!"によって表記する。例えば341010!は 
- =3×5! + 4×4! + 1×3! + 0×2! + 1×1! + 0×0!
- =((((3×5 + 4)×4 + 1)×3 + 0)×2 + 1)×1 + 0
- = 463

を表現する。
逆に463を階乗番号システムに変換するには、除算を繰り返す。
- 463 ÷ 1 = 463, 余り 0
- 463 ÷ 2 = 231, 余り 1
- 231 ÷ 3 = 77, 余り 0
- 77 ÷ 4 = 19, 余り 1
- 19 ÷ 5 = 3, 余り 4
- 3 ÷ 6 = 0, 余り 3